# 阿德里·扎哈里
阿德里·扎哈里（1971年2月15日—），马来西亚政治人物，为国家诚信党副主席兼吉兰丹州主席，希望联盟马六甲州主席，现为马六甲亚罗牙也国会议员兼马六甲州议会武吉加迪州议员。曾任马六甲州第11任首席部长，以及诚信党甲州主席（2015年至2024年）。2018年马来西亚大选时，他代表希望联盟当选为武吉加迪（前称武吉峇汝）州议员。

## 早年生平
阿德里于1971年2月15日在马六甲州亚罗牙也县榴梿洞葛的甘榜浮罗（Kampung Pulau）出世，并于榴梿洞葛当地的中小学，以及马六甲武吉卑亚都（Bukit Piatu）的技术中学就读。阿德里也于马来西亚工艺大学修读电气工程学学士文凭。在参政之前，阿德里是一名工程师，并曾在多家企业部门就职。其中阿德里于1997年至2000年于马来西亚多媒体大学就职，以及2000年至2005年于马来西亚国际船运有限公司担任执行工程师，2005年后成为企业公司会员。

## 政治生涯
阿德里一开始为马来西亚伊斯兰党青年团成员，2011年时成为伊斯兰党于马六甲的主席，并于2013年大选竞选榴梿洞葛州议席，最终败北。阿德里后来于2015年加入由伊斯兰党开明派成立的国家诚信党。
阿德里于2018年大选以公正党旗帜竞选武吉加迪州席，并成功当选该区州议员。他在希望联盟获得简单多数议员（28名议员中的15名）的支持下于2018年5月11日3时50分在爱极乐马六甲行政中心的斯里乌达玛礼堂宣誓成为第11任马六甲首席部长。他也同时在马六甲州元首卡里耶谷面前宣誓效忠和守密。
2020年马六甲希盟政府因喜来登政变失去多数议员支持后，他只能被选为马六甲反对党领袖，首长职位则由苏莱曼莫哈末阿里接替。
2021年马六甲州选举，在原区上阵并成功守土，成为国家诚信党在马六甲议会唯一代表。
2022年马来西亚大选，阿德里获得2万8千178张票，以890张多数票险胜，当选为亚罗牙也国会议员，替希盟夺回亚罗牙也国席。

## 政党职务
诚信党甲州主席
2015年9月12日，阿德里担任诚信党马六甲州主席。2019年11月10日，原任主席阿德里，高票蝉联主席。2024年2月14日，诚信党马六甲州主席一职，由阿斯拉夫慕克里斯接任。
希盟马六甲州主席
2017年9月24日，就任为希望联盟马六甲州主席。
诚信党副主席
2021年9月5日，阿德里受委为诚信党副主席，接替去年9月卸任的胡桑慕沙。
诚信党丹州主席
2024年2月14日，出任诚信党吉兰丹州主席，取代卡立阿都沙末。

## 选举成绩
| 年份 | 选区                 | 候选人 | 候选人               | 得票数 | 得票率 | 竞选对手                     | 竞选对手           | 得票数 | 得票率 | 总票数 | 多数票 | 投票率 |
| ---- | -------------------- | ------ | -------------------- | ------ | ------ | ---------------------------- | ------------------ | ------ | ------ | ------ | ------ | ------ |
| 2022 | 马六甲 P135 亚罗牙也 |        | 阿德里（国家诚信党） | 28,178 | 38.60% |                              | 沙里尔韩丹（巫统） | 27,288 | 37.38% | 73,000 | 890    | 78.23% |
| 2022 | 马六甲 P135 亚罗牙也 |        | 阿德里（国家诚信党） | 28,178 | 38.60% | 礼端尤索夫（土著团结党）     | 17,211             | 23.58% |        | 73,000 | 890    | 78.23% |
| 2022 | 马六甲 P135 亚罗牙也 |        | 阿德里（国家诚信党） | 28,178 | 38.60% | 纳兹力阿都拉曼（祖国斗士党） | 323                | 0.44%  |        | 73,000 | 890    | 78.23% |

| 年份 | 选区         | 候选人 | 候选人             | 得票数 | 得票率 | 竞选对手                   | 竞选对手                    | 得票数 | 得票率 | 总票数 | 多数票 | 投票率 |
| ---- | ------------ | ------ | ------------------ | ------ | ------ | -------------------------- | --------------------------- | ------ | ------ | ------ | ------ | ------ |
| 2013 | N09 榴梿洞葛 |        | 阿德里（伊斯兰党） | 4,329  | 43.40% |                            | 阿都华合·阿都拉迪夫（巫统） | 5,645  | 56.60% | 10,133 | 1,316  | 89.62% |
| 2018 | N17 武吉加迪 |        | 阿德里（诚信党）   | 11,226 | 44.80% |                            | 尤努斯希淡（巫统）          | 8,067  | 32.20% | 21,530 | 3,159  | 85.87% |
| 2018 | N17 武吉加迪 |        | 阿德里（诚信党）   | 11,226 | 44.80% | 莫哈末布哈比多（伊斯兰党） | 2,237                       | 8.90%  |        | 21,530 | 3,159  | 85.87% |
| 2021 | N17 武吉加迪 |        | 阿德里（诚信党）   | 6,805  | 41.55% |                            | 哈斯诺西当胡欣（巫统）      | 5,748  | 35.10% | 16,377 | 1,057  | 65.14% |
| 2021 | N17 武吉加迪 |        | 阿德里（诚信党）   | 6,805  | 41.55% | 莫哈末阿菲兹（伊斯兰党）   | 3,715                       | 22.68% |        | 16,377 | 1,057  | 65.14% |
| 2021 | N17 武吉加迪 |        | 阿德里（诚信党）   | 6,805  | 41.55% | 阿都拉哈密（独立人士）     | 109                         | 0.07%  |        | 16,377 | 1,057  | 65.14% |